# Mario Morales
Mario Morales Micheo, (Puerto Rico, 13 de noviembre de 1957) es un exjugador de baloncesto puertorriqueño. Con 1,95 metros de estatura, jugaba en la posición de alero.

## Participaciones en competiciones internacionales

### Mundiales
- Filipinas 1978 10/14
- España 1986 16/24

### Juegos olímpicos
- Seúl 1988 7/12
- Barcelona 1992 8/12

## Estadio y estatua en Guaynabo
En Guaynabo el estadio local lleva su nombre, y también en los aledaños del pabellón tiene una estatuta.